# 8×22mm南部彈
8×22mm南部彈是一款瓶頸式、無底緣手槍用子彈，由南部麒次郎以7.63×25mm毛瑟彈的設計放大製造。最初僅用於他所設計的南部手槍上，由於南部手槍後來獲得日本軍方採用以及銷售給國外（尤其是中國）因此此種獨一無二的子彈規格持續生產，之後十四年式手槍以及九四式手槍也使用同規格子彈。這款子彈直徑0.320英吋，子彈輕、破壞力小、射程不長，雖然威力略大於.38 ACP，但是卻大大弱於國外軍用手槍子彈（9mm魯格彈及7.62×25mm托卡列夫手槍彈）。
二戰結束後，由於日軍制式手槍大多遭到銷毀的情況下南部子彈也就跟著消失在軍火市場，不過由於盟軍從俘虜手上繳獲部分南部手槍當收藏品的因素，目前仍然有使用手工製造的南部子彈少量販售。
除了手槍以外，日本的百式衝鋒槍也採用了同款子彈，但是因為子彈因素因此百式衝鋒槍的表現也不甚良好。

## 使用槍械
- 十四年式手槍
- 九四式手槍
- 百式衝鋒槍